# Philippeville
Véase Skikda para la localidad argelina.

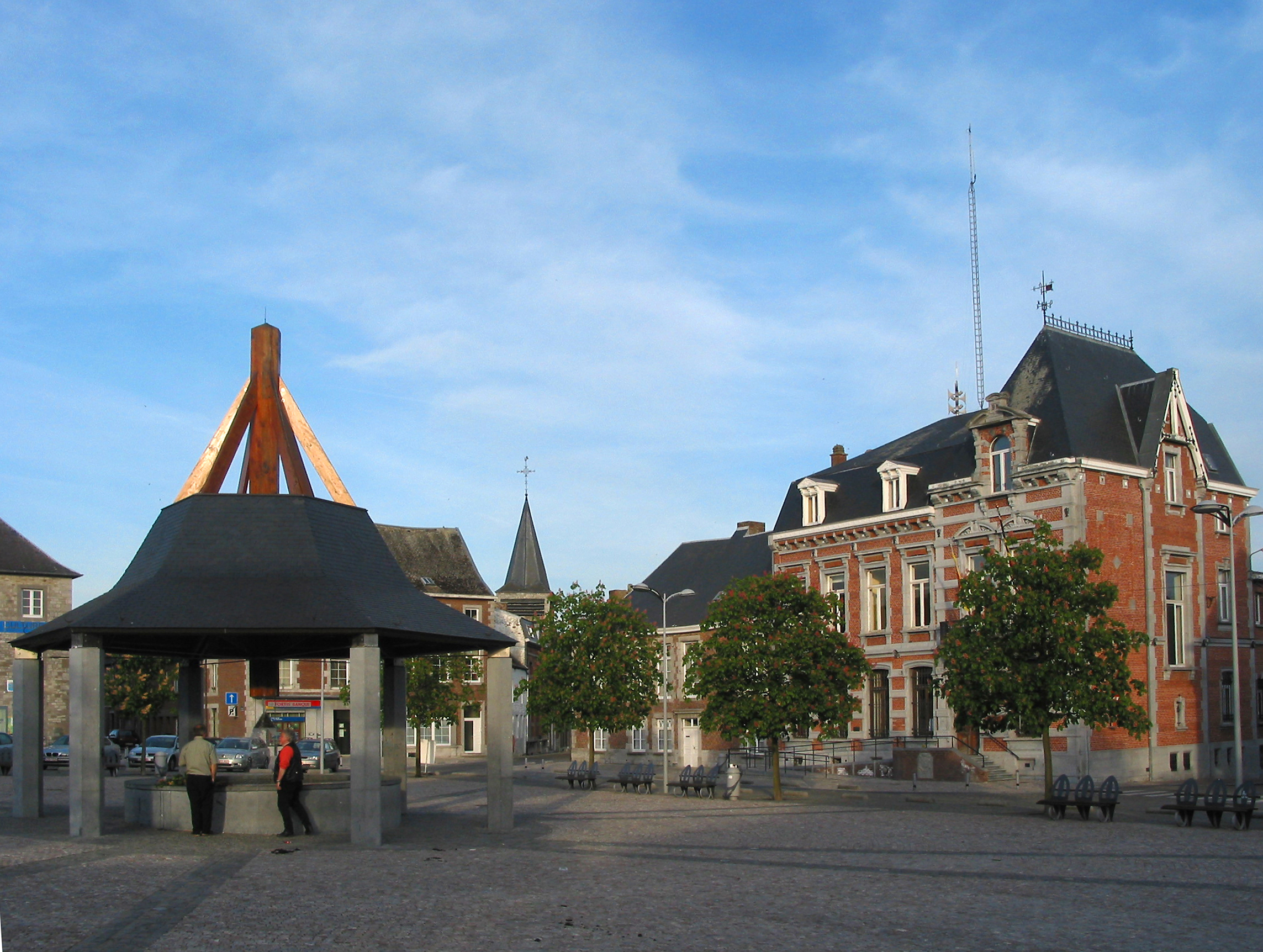
Philippeville: la plaza principal.

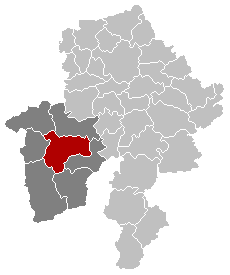
Mapa de la provincia de Namur, que muestra el arrondissement de Philippeville (en gris oscuro) y el municipio de Philippeville (en rojo).

Philippeville (en valón Flipveye) es un municipio valón situado en la provincia belga de Namur. El 1 de enero de 2019 el municipio tenía 9.289 habitantes. El área total es 156,71 km², dando una densidad de población de 59 habitantes por km².

## Historia
Fundada en 1555, perteneció a los Países Bajos Españoles, hasta su entrega a Francia, mediante el tratado de los Pirineos el 4 de mayo de 1660. Permaneciendo en poder francés hasta su toma por las tropas de la Séptima Coalición en agosto de 1815.
El Tratado de París (1815) la concedió al Reino Unido de los Países Bajos.  

## Geografía

### Secciones del municipio
El municipio comprende los antiguos municipios, que se fusionaron en 1977:
| - Phillipeville - Fagnolle - Franchimont - Jamagne - Jamiolle - Merlemont - Neuville - Omezée - Roly - Romedenne - Samart - Sart-en-Fagne - Sautour - Surice - Villers-en-Fagne - Villers-le-Gambon - Vodecée |

## Demografía

### Evolución
Todos los datos históricos relativos al actual municipio, el siguiente gráfico refleja su evolución demográfica, incluyendo municipios después de efectuada la fusión el 1 de enero de 1977.
| Gráfica de evolución demográfica de Philippeville entre 1846 y 2020 |
|                                                                     |